# 막대 복합체
호몰로지 대수학에서 막대 복합체(막대複合體, 영어: bar complex 바 콤플렉스[*])는 가환환 위의 결합 대수에 대하여 정의되는 완전열이다.:§4 Tor 함자와 Ext 함자 등을 계산할 때 쓰인다.

## 정의

### 결합 대수에 대한 정의
다음이 주어졌다고 하자.
- 가환환 {\displaystyle K}
- (항등원을 갖는) {\displaystyle K}-결합 대수 {\displaystyle A}
- {\displaystyle A}-오른쪽 가군 {\displaystyle M_{A}}
- {\displaystyle A}-왼쪽 가군 {\displaystyle _{A}M'}

그렇다면, 막대 복합체 {\displaystyle \operatorname {Bar} _{\bullet }^{K}(M,A,M')}는 다음과 같은, {\displaystyle K}-가군의 범주 속의 단체 대상이다.
{\displaystyle \operatorname {Bar} _{n}(M,A,M')=M\otimes _{K}A^{\otimes _{K}n}\otimes _{K}M'}
{\displaystyle \partial _{n,i}\operatorname {Bar} _{n}(M,A,M')\to \operatorname {Bar} _{n-1}(M,A,M')\qquad (0\leq i\leq n)}
{\displaystyle \partial _{n,i}\colon m\otimes _{K}a_{1}\otimes _{K}\dotsb \otimes _{K}a_{n}\otimes _{K}m'\mapsto {\begin{cases}ma_{1}\otimes _{K}a_{2}\otimes _{K}\otimes \dotsb \otimes _{K}a_{n}\otimes _{K}\otimes m'&i=0\\m\otimes _{K}a_{1}\otimes _{K}\dotsb \otimes _{K}a_{i-1}\otimes _{K}a_{i}a_{i+1}\otimes _{K}a_{i+1}\otimes _{K}\dotsb \otimes _{K}a_{n}\otimes _{K}m'&0<i<n\\m\otimes _{K}a_{1}\otimes _{K}\dotsb \otimes _{K}a_{n-1}\otimes _{K}a_{n}m'&i=n\end{cases}}}
{\displaystyle s_{n,i}\colon \operatorname {Bar} _{n}(M,A,M')\to \operatorname {Bar} _{n+1}(M,A,M')\qquad (0\leq i\leq n)}
{\displaystyle s_{n,i}\colon m\otimes _{K}a_{1}\otimes _{K}\dotsb \otimes _{K}a_{n}\otimes _{K}m'\mapsto m\otimes _{K}a_{1}\otimes _{K}\dotsb \otimes _{K}a_{i}\otimes _{K}1\otimes _{K}a_{i+1}\otimes _{K}\dotsb \otimes _{K}a_{n}\otimes _{K}m'}
특히,
{\displaystyle \partial _{n}=\sum _{i=0}^{n}(-)^{i}\partial _{n,i}}
로 놓으면, 이는 사슬 복합체를 이룬다.

### 일반적 정의
보다 일반적으로, 모노이드 범주 {\displaystyle ({\mathcal {C}},\otimes )} 속의 모노이드 대상 {\displaystyle A} 및 그 왼쪽 가군 {\displaystyle _{A}M}과 오른쪽 가군 {\displaystyle M'_{A}}이 주어졌을 때, 위와 같은 구성을 마찬가지로 전개할 수 있다. 이 경우, {\displaystyle \operatorname {Bar} _{\bullet }^{\mathcal {C}}(M,A,M')}은 {\displaystyle {\mathcal {C}}} 속의 단체 대상을 이룬다.
예를 들어, 모노이드 {\displaystyle A}와 그 왼쪽 모노이드 작용을 갖는 집합 {\displaystyle _{A}M} 및 오른쪽 모노이드 작용을 갖는 집합 {\displaystyle M'_{A}}이 주어졌을 때, {\displaystyle \operatorname {Bar} _{\bullet }^{\operatorname {Set} }(M,A,M')}은 단체 집합을 이룬다.

## 성질

### 완전성
가환환 {\displaystyle K} 위의 결합 대수 {\displaystyle A} 및 그 위의 오른쪽 가군 {\displaystyle M_{A}}과 왼쪽 가군 {\displaystyle _{A}M'}가 주어졌다고 하자. 그렇다면, 막대 복합체 {\displaystyle \operatorname {Bar} _{\bullet }^{K}(M,A,M')}를 생각할 수 있다. 또한, 막대 복합체의 마지막 항에
{\displaystyle \operatorname {Bar} _{0}^{K}(M,A,M')=M\otimes _{K}M'\to \operatorname {Bar} _{-1}^{K}(M,A,M')=M\otimes _{A}M'}
을 추가할 수 있다. 그렇다면,
{\displaystyle \dotsb \to \operatorname {Bar} _{1}^{K}(M,A,M')\to \operatorname {Bar} _{0}^{K}(M,A,M')\to \operatorname {Bar} _{-1}^{K}(M,A,M')\to 0}
은 완전열이다. 즉, 그 호몰로지는 자명군이다. 이에 따라, 막대 복합체 {\displaystyle \operatorname {Bar} (M,A,M')}은 {\displaystyle M\otimes _{A}M'}의 분해를 정의한다.
특히, {\displaystyle M=M'=A}인 경우, {\displaystyle \operatorname {Bar} _{\bullet }^{K}(A,A,A)}는 {\displaystyle A}의 ({\displaystyle (A,A)}-쌍가군으로서의) 분해(영어: resolution)를 이룬다.:12, Proposition–definition 1.1.12

## 예

### 호흐실트 호몰로지
가환환 {\displaystyle K} 위의 결합 대수 {\displaystyle A}가 주어졌다고 하자. {\displaystyle \operatorname {Bar} _{\bullet }^{K}(A,A,A)}의 각 성분은 모두 {\displaystyle (A,A)}-쌍가군이므로, 포락 대수 {\displaystyle A^{\operatorname {e} }=A\otimes _{K}A^{\operatorname {op} }}를 정의하였을 때 {\displaystyle \operatorname {Bar} _{\bullet }^{K}(A,A,A)}는 {\displaystyle A^{\operatorname {e} }}-사슬 복합체를 이룬다. 임의의 {\displaystyle (A,A)}-쌍가군 {\displaystyle M}에 대하여,
{\displaystyle C_{\bullet }(A;M)=M\otimes _{A^{\operatorname {e} }}\operatorname {Bar} _{\bullet }^{K}(A,A,A)}
는 {\displaystyle A}의 {\displaystyle M}계수 호흐실트 사슬 복합체이며, 마찬가지로
{\displaystyle C^{\bullet }(A;M)=\hom _{A^{\operatorname {e} }}(\operatorname {Bar} _{\bullet }^{K}(A,A,A),M)}
은 {\displaystyle A}의 {\displaystyle M}계수 호흐실트 공사슬 복합체이다.

### 군 코호몰로지
군 코호몰로지와 군 호몰로지를 계산하는 표준적인 공사슬 복합체와 사슬 복합체는 막대 복합체의 특수한 경우이다.

### 분류 공간
위상 공간의 (범주론적 곱에 대한) 모노이드 범주에서, 위상군 {\displaystyle G}가 주어졌다고 하자. 이는 물론 한원소 공간 {\displaystyle \bullet } 위에 자명하게 작용한다. 이에 따라, 막대 복합체 {\displaystyle \operatorname {Bar} _{\bullet }^{\operatorname {Top} }(\bullet ,G,\bullet )}를 정의할 수 있다. 또한, {\displaystyle G}는 스스로 위에 왼쪽 및 오른쪽에서 작용한다. 따라서, 막대 복합체 {\displaystyle \operatorname {Bar} _{\bullet }^{\operatorname {Top} }(\bullet ,G,G)}를 정의할 수 있다. 이 경우, 표준적인 몫 사상
{\displaystyle \operatorname {Bar} _{\bullet }^{\operatorname {Top} }(\bullet ,G,G)\twoheadrightarrow \operatorname {Bar} _{\bullet }^{\operatorname {Top} }(\bullet ,G,\bullet )}
이 존재한다. 이는 {\displaystyle G}-주다발을 이루며, 또한 위상군 {\displaystyle G}의 분류 공간 {\displaystyle \operatorname {E} (G)\twoheadrightarrow \operatorname {B} (G)}을 이룬다.

## 역사
사무엘 에일렌베르크와 손더스 매클레인이 1953년에 도입하였다. “막대 복합체”라는 이름은 에일렌베르크와 매클레인이 (오늘날 통상적으로 “{\displaystyle \otimes }”로 표기되는) 텐서곱을 막대기 모양의 기호 “{\displaystyle |}”로 표기하였기 때문이다.:§4.3

## 같이 보기
- 코쥘 복합체